# Jigal Hurwitz

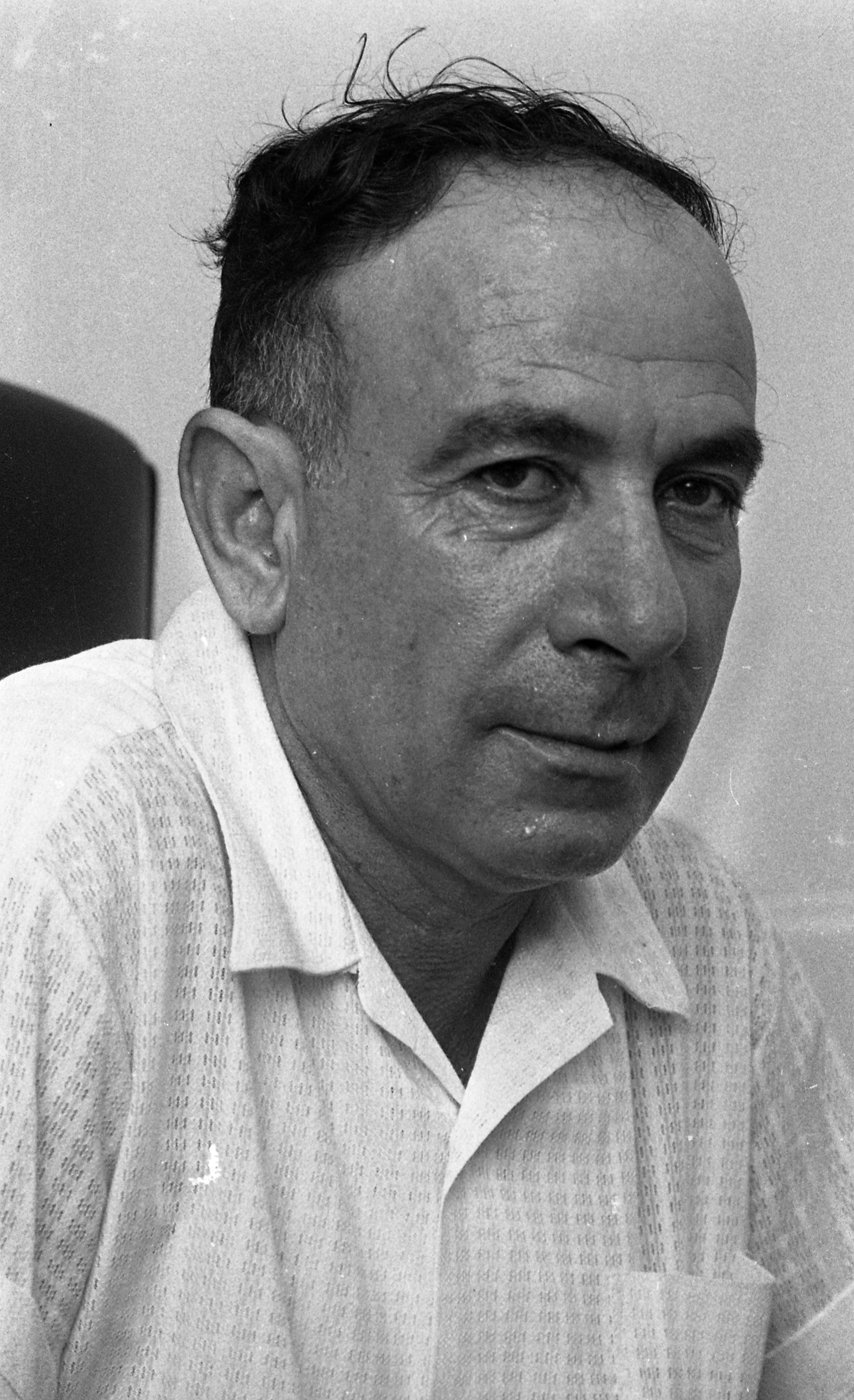
Jigʾal Hurwitz (1969)

Jigʾal Hurwitz, auch Igaʾel Hurvitz (hebräisch יִגָּאֵל הוּרְבִיץ Jiggaʾel Hūrvīz; * 15. Oktober 1918 in Nachalat Jehudah; † 10. Januar 1994), war ein israelischer Politiker und mehrfach Minister.

## Biografie
Nach dem Abschluss der High School war er von 1938 bis 1941 Mitglied des Sekretariats der „Vereinigung der arbeitenden und studierenden Jugend“ (Histadrut haNoʿar haʿOved wehaLomed). Während des Zweiten Weltkrieges war er Angehöriger der Jüdischen Brigade und Mitbegründer der Untergrundbewegung „ʿAm Lochem“ (עַם לוֹחֵם ‚Kämpfendes Volk‘) sowie 1946 einer der Gründer von „Tnuʿat HaʿAm“ 
(תְּנוּעַת הָעַם ‚Bewegung des Volkes‘).
Nach der Gründung des Staates Israel war er Leitender Direktor der Genossenschaft Yariv sowie Direktor der Vereinigten Milchgenossenschaft „Tene Nogah“ (טֶנֶא נֹגָהּ Ṭene Nogah). Von 1961 bis 1965 war er nicht nur Mitglied des Sekretariats der Genossenschaftsvereinigung Moschav, sondern zugleich auch deren Direktor in Südisrael. 1961 trat er auch der MaPA"I von David Ben Gurion bei und wurde zum Mitglied des Zentralkomitees der Partei gewählt. 1965 wechselte er allerdings zunächst zur neu von Ben Gurion gegründeten Partei RaF"I (Reschimat Poʿalei Jisraʾel), ehe er zusammen mit Ben Gurion 1969 die Staatsliste gründete.
Im Jahre 1973 gehörte er neben Menachem Begin zu den Gründern des Parteienbündnisses Likkud, aber bereits 1976 gehörte er zu den Mitgründern der Partei LaʿA"M (hebräisch לָעָ"ם für לִכּוּד עֲבוֹדָה מַמְלָכְתִית Likkūd ʿAvōdah Mamlachtīt, deutsch ‚[Zusammen]Fügung staat[sförder]licher Arbeit‘), nicht unbeabsichtigt ist wohl der Gleichklang von Akronym und hebräischer Phrase לָעָם laʿAm (deutsch dem Volke). 1981 trat er der Bewegung für staatliche Erneuerung „TeLe"M“ (תְּנוּעָה לְהִתְחַדְּשׁוּת מַמְלָכְתִית Tnūʿah LəHitchadschūt Mamlachtīt) bei, ehe er 1983 mit der Ometz zunächst die RaF"I wieder begründete und schließlich 1987 wieder dem Likkud beitrat.
Hurwitz war vom 17. November 1969 bis zum 20. Juli 1981 Mitglied der Knesset, wo er die oben genannten Parteien vertrat. Nach einer kurzen Unterbrechung gehörte er der Knesset dann erneut als Mitglied vom 16. Oktober 1981 bis zum 13. Juli 1992 an. Während dieser Zeit war er von Januar 1974 bis Juni 1977 unter anderem Vorsitzender des Wirtschaftsausschusses.
Anschließend wurde er am 20. Juni 1977 von Ministerpräsident Begin zum Minister für Industrie, Handel und Tourismus berufen. Dieses Amt bekleidete er bis zu seinem Rücktritt am 1. Oktober 1978 aus Protest gegen Camp David und war dann vom 7. November 1979 bis zum 13. Januar 1981 als Nachfolger von Simcha Ehrlich Finanzminister. Er trat zurück, da er sich mit seiner Finanz- und Haushaltspolitik nicht durchsetzen konnte. Den Kabinetten von Schimʿon Peres und Jitzchak Schamir gehörte er dann vom 13. September 1984 bis zum 22. Dezember 1988 als Minister ohne Portefeuille an, vertrat aber auch als solcher von der Regierung abweichende Meinungen.